# جستينا فورد
جستينا لورينا فورد (بالإنجليزية: Justina Ford)‏ (22 يناير 1871 - 14 أكتوبر 1952)، طبيبة أمريكية. كانت أول طبيبة أمريكية من أصل إفريقي مُرخصّة في دينفر، كولورادو، ومارست طب النساء والتوليد وطب الأطفال في منزلها لمدة نصف قرن.

## السيرة الذاتية
وُلدت جستينا لورينا وارن في العام 1871 في نوكسفيل، إلينوي بعد عدة سنوات من الحرب الأهلية. وكانت من عائلة كثيرة الأبناء، وكثيرًا ما رافقت والدتها الممرضة أثناء ذهابها لعلاج المرضى. تزوجت من الوزير المعمداني جون فورد في عام 1982 لتنتقل بعد ذلك إلى شيكاغو، حيث تخرجت من كلية هيرنج للطب في عام 1889.
عملت فورد لفترة وجيزة في مستشفى ألباما قبل انتقالها إلى دينفر في عام 1902. حيث حصلت على رخصتها الطبية. لكن المشرف على اختبارتها صرح لها قائلا: «إنني أشعر بعدم الرضا من تقاضي رسوم التسجيل منك، فأولًا أنت سيدة، وثانيًا فإن بشرتك ملونة.» ونظرًا لمنع الأمريكيين من أصول أفريقية من العمل في المستشفيات أو الانضمام إلى جمعية كولورادو الطبية آنذاك، أقامت فورد عيادة خاصة في منزلها في فايف بوينتس، حيث تخصصت في طب النساء والتوليد وطب الأطفال. في عام 1915، تطلقت وزوجها، وتزوجت لاحقًا ألفريد ألين.
مارست فورد مهنة الطب من منزلها لخمسين عامًا، خدمت فيها زبائنًا من هويات مختلفة «كالبيض الفقراء والأمريكيين من أصول أفريقية والمهاجرين غير الناطقين باللغة الإنجليزية الذين رفضت المستشفيات علاجهم.» وغالبًا ما كان مرضاها يبادلون البضائع والخدمات مقابل الحصول على الاستشارات بدلًا من الدفع النقدي. «آمنت بقوة أن الأطفال يجب أن يولدوا في المنازل ما أمكن» ولّدت ما يقارب 7000 طفل خلال مسيرتها المهنية. أطلق عليها مرضاها لقب «السيدة الطبيبة.»
في عام 1950، سُمح لفورد بالانضمام إلى جمعيات كولورادو والجمعيات الأمريكية الطبية. أصبحت كذلك عضوًا في جمعية دينفر الطبية وبدأت العمل في مستشفى دينفر الحكومي. وفي ذلك الوقت، كانت الطبيبة الأمريكية الإفريقية الوحيدة في دينفر.[2] في عام 1951، حصلت الدكتورة فورد على جائزة حقوق الإنسان من نادي دينفر العالمي. تابعت فورد ممارسة الطب حتى أسبوعين قبل وفاتها في عام 1952.

## تكريم ما بعد الوفاة
في عام 1988، حُوّل منزل فورد في فايف بوينتس دنفر إلى متحف ومركز التراث الغربي للأمريكيين السود. وخصصت غرفة واحدة كمعرض لحياتها وعملها.
أدرجت فورد في قاعة مشاهير النساء في ولاية كولورادو في عام 1985، ومنحتها جمعية كولورادو الطبية لقب «رائدة كولورادو الطبية» في العام 1989. وفي عام 1998، شيد جيس دوبويس تمثالًا لفورد تكريمًا لها وهي تحمل طفلاً، ونُصّب خارج منزلها.